# オーバーシーズ・ハイウェイ
オーバーシーズ・ハイウェイ（Overseas Highway、はフロリダキーズを縦断する181.9キロメートル の幹線道路であり、国道1号線 (US 1)の最南端区間となっている。その大半は元のオーバーシーズ鉄道即ちフロリダ東海岸鉄道の鉄道用地 であった。1912年に完成したオーバーシーズ鉄道は1935年のレイバーデイ・ハリケーンで大きな被害を受け、一部が破壊された。フロリダ東海岸鉄道は破壊された部分の再建を財務的理由で断念し、路盤 (roadbed) および破壊を免れた複数の橋はフロリダ州に64万ドルで売却された。
1950年代以降、オーバーシーズハイウェイはマイアミとキーウェストを結ぶ主要海岸幹線道路へと改装され、旅行者にとっては熱帯サバンナ環境を通り抜けて、アメリカ本土では最大規模のフロリダ・サンゴ礁へアクセスできるエキゾチックな道路となっている。クロコダイルやキー鹿 (Key Deer) のような多くの熱帯性の動物がフロリダキーズの熱帯諸島には生息している。

## 歴史

### 州道時代
今日ではオーバーシーズ・ハイウェイは元のオーバーシーズ鉄道の用地に沿って通っているが、一部は鉄道とは別個に古くから建設されていた。この部分はキューバとの貿易を迅速に行うための道路で現在も使われている。オーバーシーズ・ハイウェイ構想はマイアミ・モータークラブ (Miami Motor Club) で1921年に初めて提唱された。1920年代のフロリダの土地ブームが下火になり、クラブは魚釣りができる地域へ車で容易にアクセスできるようにして観光客を引きつけたいと考えた。その時代ボートか鉄道しか交通手段がなかったのである。土地ブームはまた不動産へ関心を持つ人々を引き寄せた。彼らは未開発の広大な土地があるアッパー・キーズ (upper keys) へ車でアクセスできることを望んだ。更に鉄道の完成はフロリダキーズを縦断するハイウェイが実現可能であることを実証した。
フロリダ州道4A号線となる初代のオーバーシーズ・ハイウェイ(マイアミからホームステッドへ至るルートの延長)の建設は1920年代半ばを通して続けられた。1928年1月25日、公式に開通した旧オーバーシーズ・ハイウェイは大きな隙間(great extent)で2つの区間(セグメント)に分かれていた。一方の区間は本土からカード・サウンド橋を経由してキーラーゴ島、更にその先のロウワー・マテカム・キーへと通じており、もう一方のロウワー・キー側の区間はノーネーム・キーからキーウェストまでだった。自動車フェリーの運行はロウワー・マテカム・キーとノーネーム・キーの66キロメートルの隙間を結んでいた。州道4A号線はアッパー・キーズでは大部分が元のオーバーシーズ鉄道の跡を通っていたのであるが、ロウワー・キーズ(lower keys)では状況は異なり、現在のオーバーシーズ・ハイウェイのルートを通っていた。ノーネーム・キーに接岸したフェリーは(接岸場所は現在のワトソン・ブールヴァードの端部にあたる)リトル・トーチ・キーへと渡っていた。リトル・トーチ・キーでは4A号線は南へと曲がり再び鉄道と合流していた。更に鉄道の北側沿いにアッパー・シュガーローフ・キーへ続き、そこで南へ曲がって、ロウワー・シュガーローフ・キーとサドルバンチ・キーを超えて、現在の郡道939と939Aのルートを通っていた。サドルバンチ・キーから州道4A号線は現在のガイガーロード(Geiger Road)とボカチカ・ロード(Boca Chica Road)のあるガイガー・キーへと渡っていた。ボカチカ・キーではキーウェスト海軍航空基地の滑走路南の海岸線からボカチカ・ビーチを通ってストック・アイランドへと渡っていた。ストック・アイランドではマロニー・アベニュー(Maloney Avenue)とマクドナルド・アベニュー(MacDonald Avenue)へと続き、そこでキーウェストへ向かうオーバーシーズ鉄道と再合流していた。ロウワー・キーの州道4A号線に架けられていた橋の多くは木造で1920年代初頭まで使われていた。

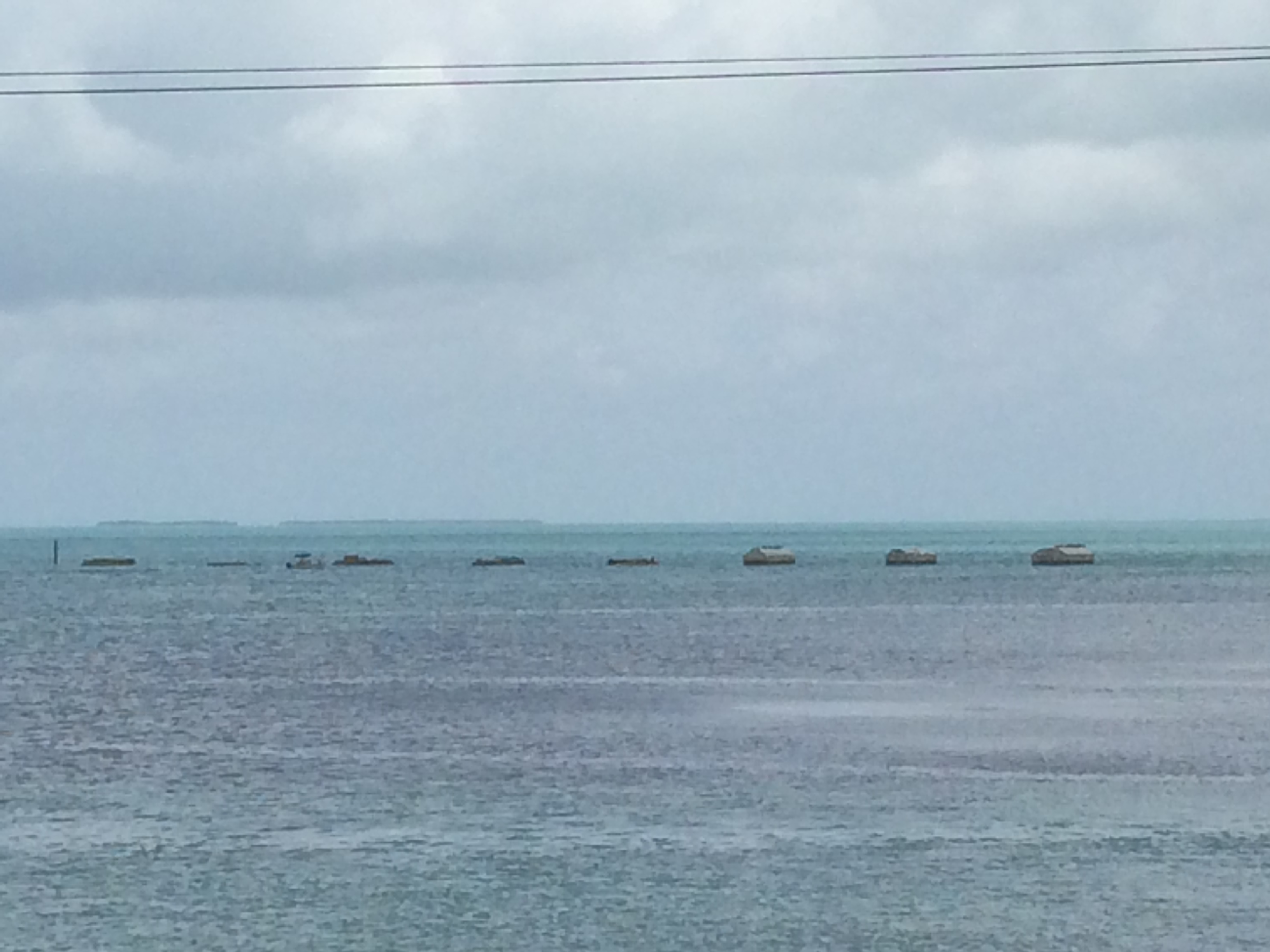
オーバーシーズ・ハイウェイの旧区間を支えていた8基の橋脚。マイル・マーカー73で見ることができる。これらは1935年のレイバーデイ・ハリケーンで亡くなった帰還兵達の記念碑としての役目を果たしている

1930年代初頭までにフェリーではフロリダキーズへの旅行需要に応えられないことが明らかとなり、モンロー郡 (フロリダ州)およびフロリダ州運輸局は一続きの幹線道路にするため州道4A号線の2つの部分を接続する計画の策定を開始した。1931年まではフェリー会社もヴァカ・キーのホグ(Hog)からマラソン市を通り抜けてグラッシー・キーズ(Grassy Keys)へ至る全長21キロメートルの道路も提供していた。1933年、フロリダ州議会は道路を延長する予算を連邦政府から引出すためにオーバーシーズ・ロード・アンド・トール・ブリッジ・ディストリクト(Overseas Road and Toll Bridge District; 以後「ORTBD」と略す)を設立した。大恐慌の最中の事で、国として出せる予算は少なかったが、結局、連邦緊急救済局(フランクリン・ルーズベルト大統領のニューディール政策で創設された)が予算を出すことになった。戦時賞与の支払いが早期に行われないことに不満を持った、数百人の第一次世界大戦からの帰還兵達(veterans) が政府の救済計画の一環として道路および橋の建設のため雇用された。
1935年9月2日にイスラモラダをカテゴリ5のレイバーデイ・ハリケーンが襲った時、ロウワー・マテカム・キーとロング・キーを結ぶ橋の建設は既に始まっていた。このハリケーンは地域に広範な被害を与え、アッパー・キーズにあるオーバーシーズ鉄道の多くを破壊した。ハリケーンによる400人を超える死傷者の内、半数以上が帰還兵達とその家族であった。彼らの死は世論の怒りを招き、議会調査に主導された責任追及へと発展した。現在のマイル・マーカー73にあるロウアー・マテカム・キーのすぐ西側に残る8基のコンクリート製橋脚と浚渫された(dredged)小さな島は全て帰還兵達の仕事である。浚渫された島は現在ではヴェテランズ・キー(Veteran's Key)として知られ、8基の橋脚は帰還兵達の功績を讃える一種の記念碑としてクレイグ・キーに残されている。

### 国道時代

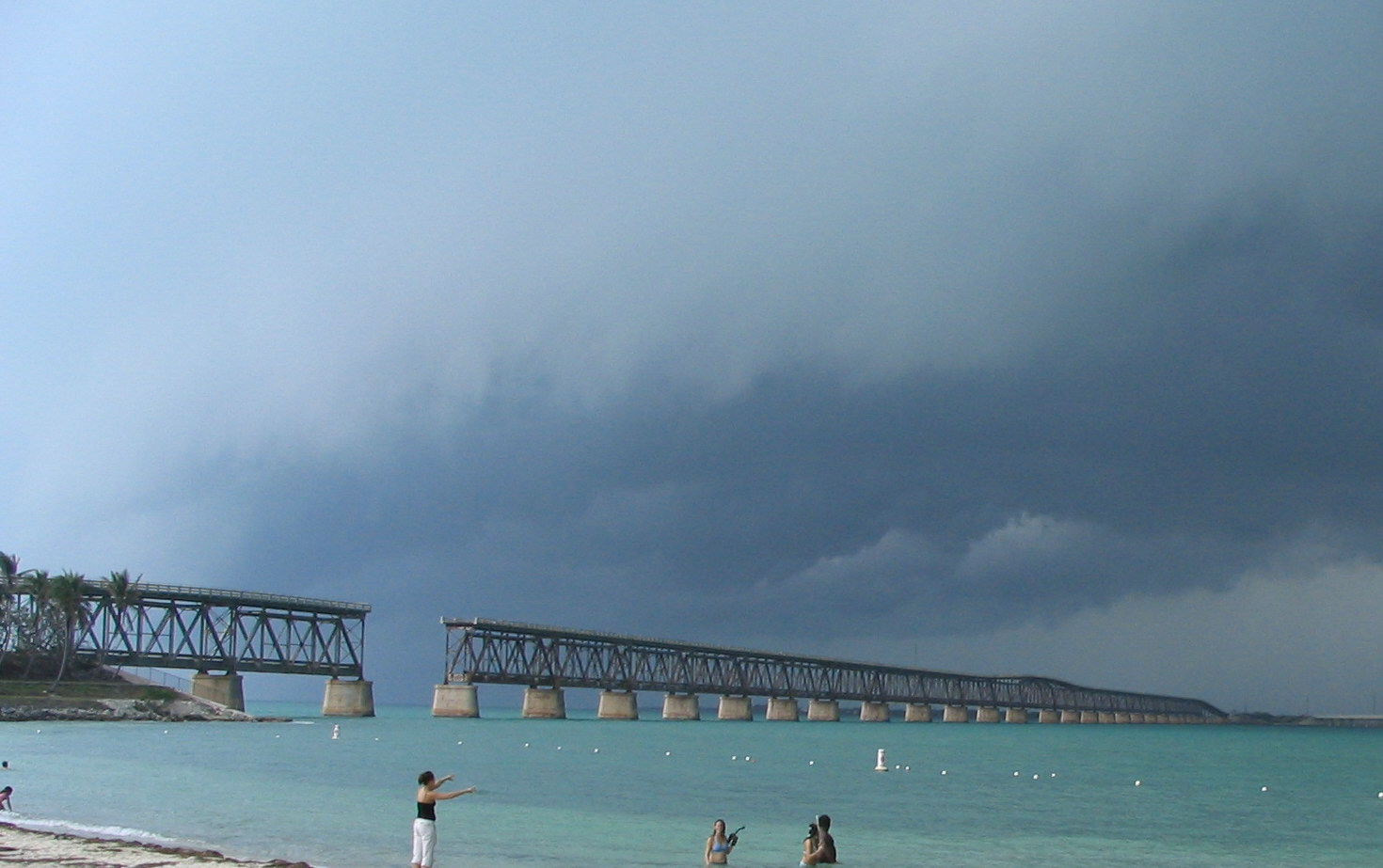
ベイア・ホンダ橋のような鉄道橋の多くがオーバーシーズ・ハイウェイの自動車通行に適応するため改造された。これら諸橋は1980年代初め、より現代的な橋に置換された。

フロリダ東海岸鉄道はオーバーシーズ鉄道の被害区間の再建を財務的理由で断念し、鉄道用地全体をフロリダ州に64万ドルで売却した。鉄道ルートが手に入ると、ORTBDは当初のハイウェイ計画を放棄し、代わって以前の鉄道用地沿いにロウワー・マテカム・キーからリトル・トーチ・キーまでの区間に新ハイウェイを建設することにした。これは州道4A号線の2つのセグメントを効果的に接続するものであった。ハイウェイは鉄道時代の橋の多くを利用するもので、ハリケーンに耐え未だ良好な状態を保っていた。軌道を撤去した後、新たに自動車を通すための2車線幅、コンクリート舗装の道路へと改造された。トラス橋であるベイア・ホンダ鉄道橋(バイーヤ・オンダ鉄道橋)の場合、コンクリート舗装はトラスの上に施工された。鉄道橋を道路橋に改造する工事はウェストパームビーチのクレアリ・ブラザーズ建設会社により行われた。 複数の区間は1954年4月15日まで有料道路だった；料金所はビッグ・パイン・キーとロウワー・マテカム・キーに置かれていた。ピジョン・キー(セブンマイル・ブリッジのほぼ中間)はORTBDの本部としての使われていた。 自動車の通行料は1ドルに乗員1名あたり25セントを加えた額だった。  本土からキーウェストへ至るハイウェイは公式に1938年3月29日全線開通し、アメリカ国道1号線(U.S. Highway 1)の最南端区間となった。国道1号線は従来マイアミ止まりだった(フロリダ州道4A号線は1945年の番号替えで州道5号線となるまでは暗黙の呼称としては残存していた)。

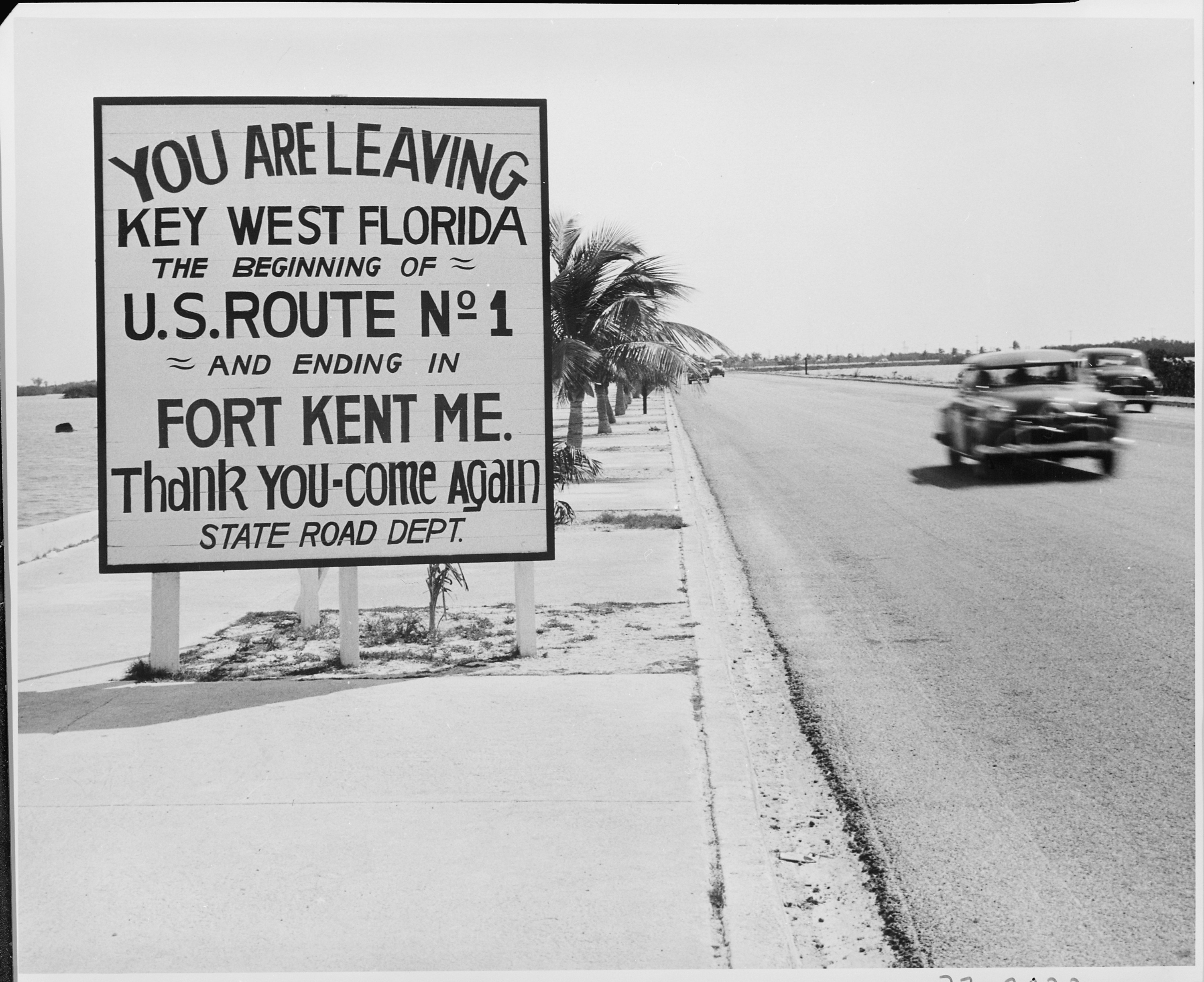
アメリカ国道1号線の始点。1951年3月。; 国道1号線はここからキーウェストのダウンタウンにあるモンロー郡裁判所へと延びていた

全線開通時点ではオーバーシーズ・ハイウェイの内、旧鉄道路上を通っていたのはミドル・キーズのみだった。アッパーおよびロウワーキーズではオリジナルのハイウェイ区間が未だ使われていた。アメリカが第二次世界大戦に参戦するとアメリカ海軍は安全保障上の理由によりボカチカ・キーのキーウェスト海軍航空基地から本土までのアクセスをよくするため、ハイウェイの改善を求めた。1920年代のロウワー・キーズ区間は理想とは程遠く、道は曲がりくねり木製の橋はぐらついていた。これが結局、フロリダキーズ全域の旧鉄道跡にハイウェイを完成させる動機となった。旧鉄道跡地は既に州が所有しており、高速で走行可能な緩やかなカーブを持ち、より直接的なルートだった。更にこの計画にはフロリダ市からジューフィシュ・クリーク橋(先代:「18マイル・ストレッチ」として知られる)を経由してキーラーゴへ至るハイウェイの建設も含まれていた。新たな路線設定(alignment)は(公的には1944年5月16日に完成した)本土までの距離をおよそ27.2キロメートル短縮した。 旧カードサウンド橋はジューフィシュ・クリーク路線が開通した後閉鎖され、残っていた橋も火事で破壊された(カードサウンド・ルートは現行の橋が開通した1969年に第2ルートとして復元されている)。今日では幾つかの旧ハイウェイ区間は現在のハイウェイの側道・支道として残っている。
キーラーゴからタヴァニアへ至る旧ハイウェイは1970年代初頭、4車線に拡幅されたことで再びオーバーシーズ・ハイウェイの一部となった。拡幅された北側2車線が旧オーバーシーズ・ハイウェイである。 この拡幅はルートの多くを再構築するための更に大規模な計画の一部であった。この計画には経年劣化した旧鉄道橋(道路橋に改造されていた)を現代的な、すなわち2車線以上の車線を収容できる橋へと架け替える工事も含まれていた。架け替えられたのはセブンマイル・ブリッジ、ベイア・ホンダ鉄道橋およびロング・キー橋(これら3橋の旧橋はセブンマイル・ブリッジの一部を除きもはや車の通行を認めていないが、1979年に国家歴史登録財となり、現在では釣り用桟橋として使われている)である。現代的な諸橋は1980年代初頭に完成した。近年ピジョン・キーはマイアミ大学の海洋学研究所として利用されてきたが、その島の建物を改修する動きは鉄道博物館の設立へと結実している。現行セブンマイル・ブリッジはピジョン・キーへ直通していないので、島へ行くにはナイツ・キーの北端から旧セブンマイル・ブリッジを3.5キロメートル歩くかシャトルバスに乗らなければならない。

## マイル・マーカー
キーウェストからキーラーゴまでのオーバーシーズ・ハイウェイ沿いの所在地(locations)には共にマイル・マーカー(mile markers)が与えられている。フロリダ州運輸局 (FDOT) はハイウェイ沿いの1マイルごとにマイル・マーカー符号を付けている。ナンバー付け(numbering)はキーウェストを起点に、東及び北東に向かって増加していく。ハイウェイ沿いの事業所は所在地表示をマイルマーカーで始まり後にマイルマーカー間の詳細位置を示す数字を加えた記号で行っている。キーウェストおよびマラソンを除いてハイウェイ沿いの住所(street address)はマイル・マーカーに基づき4桁から6桁の数(小数点は含まない)を使って示される。ナンバー付けのパターンを下記に示す。
- 最初の3(または4)桁は、大まかな位置を示すマイル・マーカーである；この内最初の2(または3)桁がマイル数を、末尾の1桁が0.1マイル(約160メートル)を示す。
- 後の2桁は特定の住所を示している；偶数は大西洋側を、奇数がフロリダ湾/メキシコ湾側を表す。

たとえば、モウト海洋研究所の熱帯研究所(Tropical Research Laboratory)の住所は24244 Overseas Highway である。先頭3桁はマイル・マーカー24.2(これはサマーランド・キー上の住所に対応する) の付近であることを示している。後の2桁は研究所の固有住所であるが、偶数なので大西洋側であることを表している。

## トレイル
2001年、モンロー郡の委員会、フロリダ州環境保護局の緑道・遊歩道事務所およびフロリダ州運輸局(FDOT)の3者はフロリダキーズ・オーバーシーズ・ヘリティッジ・トレイル(FKOHT)の建設を了解覚書に盛り込んだ。  トレイル(自転車遊歩道; 自転車道兼遊歩道)はフロリダキーズのキーラーゴからキーウェストへ縦貫する世界有数の多目的自転車遊歩施設になる予定である。完成するとFKOHTは教育目的の売店、道沿いの散策地区、展望所、釣り桟橋、水辺に近づける場所および自転車とジョギング用の小道の統合システムを含む予定である。このトレイルの開発は歴史的なフラグラー鉄道諸橋(Flagler Railroad Bridges)の保護と利用のメカニズムを提供する予定である。23のフラグラー鉄道橋はほぼ完全な形で現存している。トレイルの路線については幾つかの代替案が存在し、その中には6.7メートルのスパンドレル幅を1940年代のオリジナル3.7メートルに合わせるために切詰める案や6.7メートルはそのまま残して特別な多目的エリアとする案などが含まれる。いずれのケースにおいてもオリジナルの橋梁工事(bridgework)は補修または再建され、1980年代と90年代に釣り桟橋(fishing pier)に転換するために設けられた橋の切れ目(break)は再接続されることになっている。旧路線がもはや失われた区間については、新たに3.7メートル幅のトレイル用の橋が建設される予定であるが、完成までの期間、暫定的に現在の国道1号線の橋の脇に張出し(cantilever)を設けることになっている。新たな橋は旧橋の歴史的特性に合わせて建設される。

## 大衆文化の中で
テレビアニメ『チキチキマシン猛レース』の中で『オーバーシーズ・ハイウェイ・レース』(The Overseas Hi-Way Race)と題した回(初回放送1968年12月28日、CBS)があり、キー・ラーゴからキーウェストまでの実際のルートを再現している。ロング・キーは正しく描写されているが、それ以外の中間の島々(in-between keys)の大部分は架空の名前である。アニメに登場した「フロリダキーズ東地図」にある、ソンブレロ・キーサンゴ礁は実際にオーバーシーズ・ハイウェイの8キロメートル南の海上に位置している。
オーバーシーズ・ハイウェイはアメリカ人芸術家ラルストン・クロフォードによるシルクスクリーン作品でも描かれた。

## 主要交差点
ルート全体がモンロー郡に属する
The entire route is in Monroe County.